# Centre d'atenció telefònica

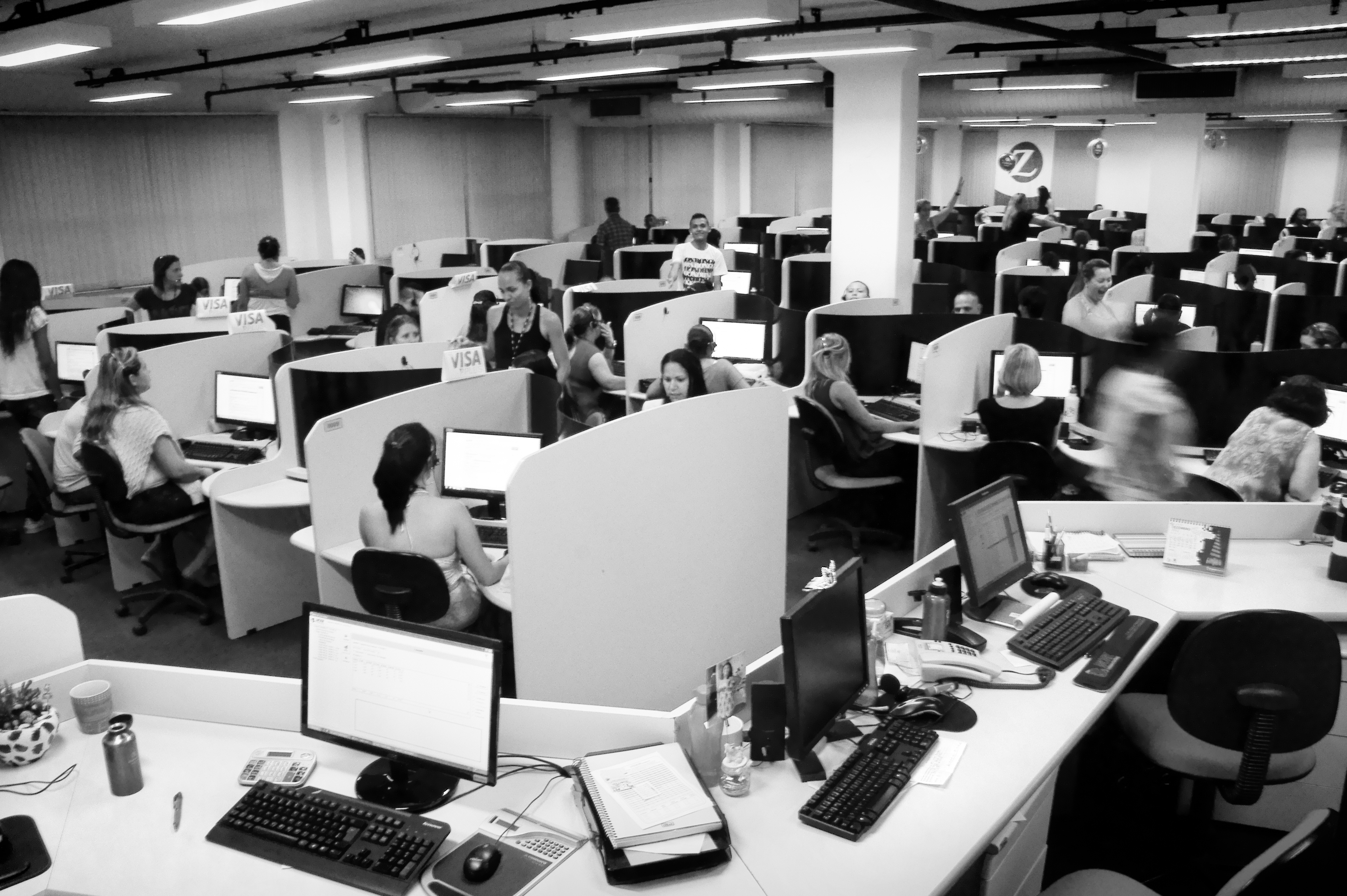
Centre d'atenció telefònica al Brasil

Un centre d'atenció telefònica és una empresa que atén trucades de clients. Duen a terme campanyes de màrqueting telefònic, de servei de postvenda, d'assistència tècnica, d'informació, de gestió de demanda d'hora o de queixes.
Sovint és un servei subcontractat o independent, amb empleats que no tenen cap o gaire poder de decisió i només responen segons escenaris predefinits. Contribueixen a augmentar la distància entre el client i les persones realment competents per resoldre una incidència.
Als centres de venda, es distingeix entre prospecció telefònica «freda», una acció no sol·licitada, a cegues, disturbant persones que no han manifestat cap interés i l'atenció «calent», quan responen a consumidors que han demanat informació. En molts països la prospecció no sol·licitada és prohibida. En altres països, les persones que no volen ser molestades per trucades o correus no sol·licitats s'han d'inscriure en la Llista Robinson.